# Just Friends (película de 2018)
Just Friends (en neerlandés: Gewoon Vrienden) es una película de comedia romántica para televisión neerlandesa de 2018 dirigida por Annemarie van de Mond y protagonizada por Majd Mardo y Josha Stradowski. La película se proyectó en la noche de apertura del Festival Internacional de Cine Queer de Perth y ganó el Premio del Público después de exhibirse en el Festival Internacional de Cine Lésbico y Gay MIX Milano. Se estrenó en BNNVARA el 7 de marzo de 2018.

## Sinopsis
Joris es un holandés de 21 años, un nuevo rico, que intenta superar la pérdida de su padre ocurrida diez años atrás. Su madre, decidida, conservadora, islamófoba y racista, no le ayuda. Simone está sumida en sus propias emociones por su difunto y mujeriego marido. Mientras tanto, Yad, un refugiado sirio de 26 años cuya familia se estableció en los Países Bajos, trabaja haciendo las tareas del hogar de la abuela de Joris, Ans. Yad regresado de Ámsterdam después de que «Ámsterdam fuera demasiado divertido. Mis estudios demasiado aburridos» para vivir con su familia «temporalmente». Yad tiene sus propios problemas con su educación tradicional y su sueño de ser instructor de surf. Dirigir su propio negocio va en contra de la expectativa de que continúe sus estudios de medicina.
A pesar de sus diferentes edades, orígenes y estilos de vida, surge una chispa instantánea entre ambos. Unidos por la música y los deportes, principalmente el surf, sus sentimientos mutuos crecen y se convierten en algo más que «solo amigos».
Sus madres, Simone y Maryam, amenazan con poner en peligro su relación. Debido a la presión, Yad y Joris se distancian. Las cosas mejoran después; sus madres se dan cuenta de que «no controlas el amor, el amor te controla a ti», Joris se reconcilia con la pérdida de su padre, y Yad encuentra el coraje para abrazar lo que ama.

## Reparto
- Majd Mardo como Yad
- Josha Stradowski as Joris
  - Stan Gobel como Joris de joven
- Jenny Arean como Ans
- Tanja Jess como Simone
- Melody Klaver como Moon
  - Renske Hettinga como Moon de joven
- Mohamad Alahmad como Elias
- Nazmiye Oral como Maryam
- Elène Zuidmeer como Fientje
- Roscoe Leijen como Gerlof
- Sjoerd Dragtsma como Mitch
- Younes Badrane como Trainer
- Anne Prakke como Bart
- Sonia Eijken como Lely
- Malcolm Hugo Glenn como Erwin
- Tessa du Mee como empleado del crematorio
- Justin Mooijer como amigo de Yad